# Max Lewandowsky (Mediziner)

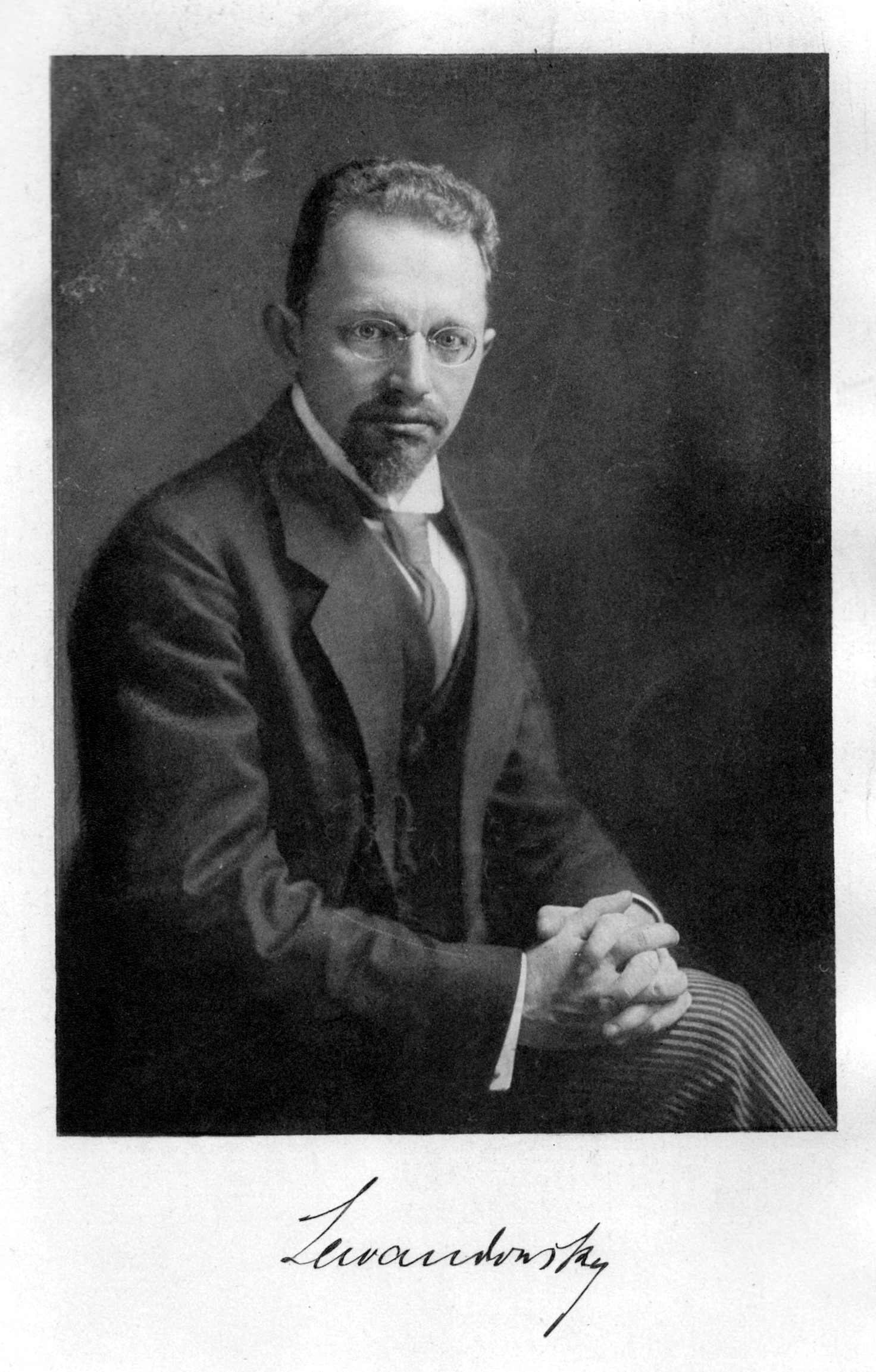
Porträt Max Heinrich Lewandowsky

Max Heinrich Lewandowsky (* 28. Juni 1876 in Berlin; † 4. April 1918 in Charlottenburg) war ein deutscher Neurologe.

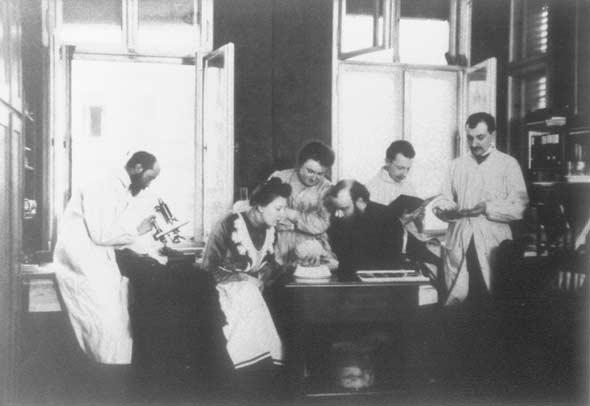
Neurologisches Labor in Berlin; zweiter von rechts: Max Lewandowsky

Lewandowsky entstammte einem jüdischen Elternhaus. Er besuchte in Berlin das Friedrichs-Gymnasium und studierte nach dem Abitur 1893 an den Universitäten Marburg, Berlin und  Halle Medizin. 1902 habilitierte er sich an der Berliner Universität als Privatdozent für Physiologie. Hier in Berlin unterhielt er dann, gemeinsam mit anderen Medizinern wie Korbinian Brodmann und Oskar Vogt, ein Neurologisches Laboratorium. Im Jahre 1904 wurde Lewandowsky Assistent bei Karl Bonhoeffer und Franz Nissl an der Universität Heidelberg. Nachdem er 1908 zum außerordentlichen Professor ernannt worden war, arbeitete er viele Jahre am Städtischen Krankenhaus Friedrichshain. 1910 gründete er zusammen mit Alois Alzheimer die Zeitschrift für die gesamte Neurologie und Psychiatrie.
Sein Grab befindet sich auf dem Jüdischen Friedhof Weißensee.

## Veröffentlichungen
- Über Schwankungen des Vagusstromes bei Volumänderungen der Lunge, 1898
- Sitzungsberichte der Preußischen Akademie der Wissenschaften; Hrsg. Preußische Akademie der Wissenschaften, 1900
- Die Funktionen des zentralen Nervensystems: Ein Lehrbuch von Max Heinrich Lewandowsky, 1907
- Handbuch der Neurologie in 16 Bänden. Berlin, Springer, 1911–1937.
- Praktische Neurologie für Ärzte; von Max Lewandowsky, 1912
- M. Lewandowsky's praktische Neurologie für Ärzte; von Max Lewandowsky und Robert Hirschfeld, 1923 (2. Ausgabe 1917)
- Monographien aus dem Gesamtgebiete der Neurologie und Psychiatrie von Max Lewandowsky und A. Alzheimer, Neuauflage 1963